# Nikolai Michailowitsch Pegow

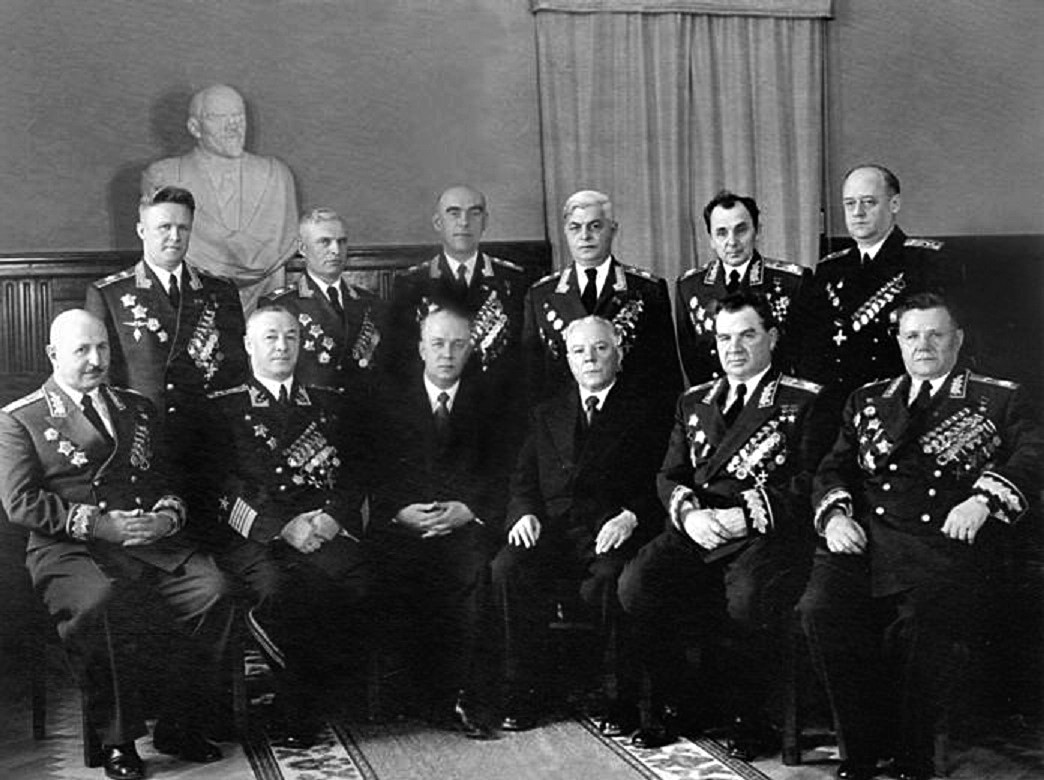
Pegow (1. Reihe, 3.v.l.) bei der Beförderung von Marschällen (1955).

Nikolai Michailowitsch Pegow (russisch Николай Михайлович Пегов; * 3. Apriljul. / 16. April 1905greg. in Moskau, Russisches Kaiserreich; † 19. April 1991 in Moskau) war ein sowjetischer Politiker der Kommunistischen Partei der Sowjetunion (KPdSU), der unter anderem zwischen 1952 und 1953 Kandidat des Politbüros der KPdSU sowie zugleich Mitglied des Sekretariats des Zentralkomitees (ZK) der KPdSU und danach von 1953 bis 1956 Sekretär des Präsidiums des Obersten Sowjets der UdSSR war. Er fungierte zudem zwischen 1956  und 1963 als Botschafter im Iran, von 1964 bis 1967 als Botschafter in Algerien sowie zwischen 1967 und 1973 als Botschafter in Indien.

## Leben

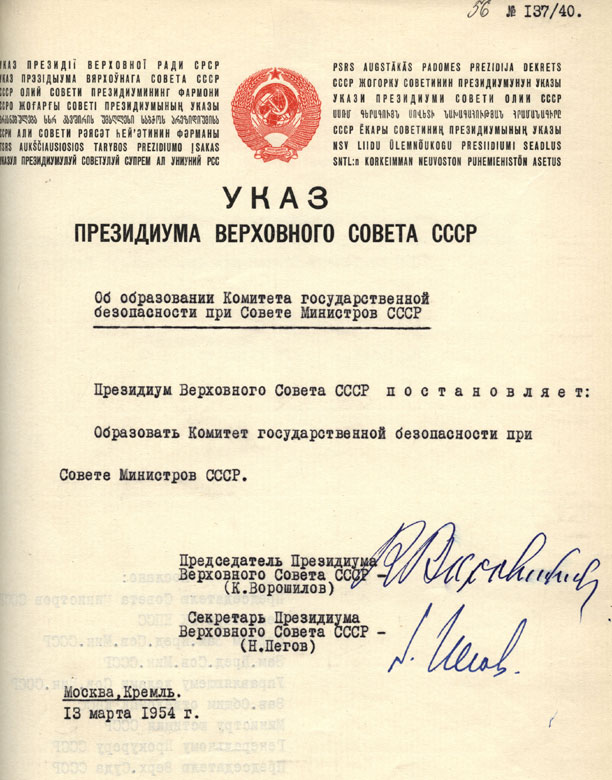
Erlass des Präsidiums des Obersten Sowjets zur Gründung des KGB vom 13. März 1954 mit den Unterschriften des Vorsitzenden des Präsidiums Kliment Jefremowitsch Woroschilow und von Pegow als Sekretär des Präsidiums.

Nikolai Michailowitsch Pegow, Sohn eines Angestellten, begann nach dem Schulbesuch seine berufliche Laufbahn 1919 als Arbeiter in der Seidenweberei Красная Роза (Rote Rose) und wurde 1930 Mitglied der Kommunistische Allunions-Partei (Bolschewiki) (WKP(B)), die 1952 in  Kommunistische Partei der Sowjetunion (KPdSU) umbenannt wurde. Er war danach stellvertretender Direktor der Fabrik „Maxim Gorki“ in Moskau sowie im Anschluss Direktor der Fabrik „Walerian Wladimirowitsch Kuibyschew“ in Margilan in der Usbekischen Sozialistischen Sowjetrepublik. Er begann 1935 ein Studium an der Industrieakademie, das er 1938 abschloss. Am 20. Oktober 1938 übernahm er das neu geschaffene Amt als Erster Sekretär des Organisationsbüros des Zentralkomitees der Allunionskommunistischen Partei (Bolschewiki) für die Region Primorje sowie am 16. Februar 1939 die daraus hervorgegangene Funktion als Erster Sekretär des Komitees der Allunionskommunistischen Partei (Bolschewiki) in der Region Primorje. Auf diesem Posten verblieb er bis zu seiner Ablösung durch Nikolai Nikolajewitsch Organow im Februar 1947. Daneben war er zwischen 1939 und 1947 auch Erster Sekretär des Stadtparteikomitees von Wladiwostok, dem Verwaltungszentrum der Region Primorje. Er wurde zugleich 1938 Deputierter des Obersten Sowjet der UdSSR, dem er während der ersten und der vierten Periode bis 1958 angehörte. Auf dem XVIII. Parteitag der WKP (B) (10. bis 21. März 1939) wurde er des Weiteren erstmals zum Mitglied des Zentralkomitees gewählt und gehörte diesem Gremium bis zum 25. Februar 1986 an. Während des Zweiten Weltkrieges gehörte er außerdem den Militärräten der Fernostfront und der Pazifikmarine als Mitglied an.
Nachdem Pegow im Apparat des Zentralkomitees der Partei vom 10. Juli 1948 bis 1950 Leiter der ZK-Abteilung Leichtindustrie sowie als Nachfolger von Semjon Denissowitsch Ignatjew zwischen dem 16. Februar und seiner Ablösung durch Awerki Borissowitsch Aristow am 27. Oktober 1952 Leiter der ZK-Abteilung für Partei-, Gewerkschafts- und Komsomolorgane war, wurde er auf dem XIX. Parteitag der KPdSU (5.–14. Oktober 1952) Kandidat des Politbüros der KPdSU sowie zugleich Mitglied des Sekretariats des Zentralkomitees (ZK) der KPdSU. Er behielt diese beiden Funktionen bis zum Tode von Josef Stalin am 5. März 1953 und der damit verbundenen Umbildung dieser obersten Führungsgremien der KPdSU. Daraufhin übernahm er am 15. März 1953 von Alexander Fjodorowitsch Gorkin das Amt als Sekretär des Präsidiums des Obersten Sowjets der UdSSR und behielt dieses bis zum 15. Juli 1956, woraufhin wieder Alexander Fjodorowitsch Gorkin seine Nachfolge antrat.
Am 17. Juli 1956 übernahm Nikolai Pegow von Anatoli Iossifowitsch Lawrentjew den Posten als außerordentlicher und bevollmächtigter Botschafter im Iran und hatte diesen bis zu seiner Ablösung durch Grigori Titowitsch Saizew am 4. Juni 1963 inne. Er selbst löste am 18. Januar 1964 Alexander Nikititsch Abramow als außerordentlicher und bevollmächtigter Botschafter in Algerien ab und verblieb in dieser Verwendung bis zum 20. Juni 1967, woraufhin Dmitri Petrowitsch Schewljagin am 7. Februar 1968 seine Nachfolge antrat. Daraufhin wurde er am 14. September 1967 Nachfolger von Iwan Alexandrowitsch Benediktow als außerordentlicher und bevollmächtigter Botschafter in Indien und war dort bis zum 26. April 1973 akkreditiert. Seine dortige Nachfolge übernahm im Anschluss Wil Konstantinowitsch Boldyrew. Nach seiner Rückkehr wurde er im April 1973 zunächst Vize-Außenminister und fungierte daraufhin zwischen 1975 und Dezember 1982 als Leiter der ZK-Abteilung für die Arbeit mit ausländischem Personal und Auslandsreisen. 1978 wurde er erneut Deputierter des Obersten Sowjets der UdSSR, dem er in der neunten und zehnten Wahlperiode bis 1984 angehörte.
Für seine Verdienste in der Sowjetunion wurde Pegow mehrmals ausgezeichnet und erhielt unter anderem vier Mal den Leninorden, den Orden der Oktoberrevolution, zwei Mal den Orden des Vaterländischen Krieges, zwei Mal den Orden des Roten Banners der Arbeit sowie den Orden der Völkerfreundschaft.